# Castellavazzo
Castellavazzo là một đô thị ở tỉnh Belluno trong vùng Veneto, có vị trí cách khoảng 90 km về phía bắc của Venice và khoảng 20 km về phía đông bắc của Belluno. Tại thời điểm ngày 31 tháng 12 năm 2004, đô thị này có dân số 1.735 và diện tích 18,8 km².
Castellavazzo giáp các đô thị: Erto e Casso, Forno di Zoldo, Longarone, Ospitale di Cadore.